# Larry Crockett
Larry Crockett (n. 23 octombrie 1926 – d. 20 martie 1955) a fost un pilot de curse auto american care a evoluat în Campionatul Mondial de Formula 1 în sezonul 1954.
1. 1 2  Larry Julian Crockett, Find a Grave, accesat în 9 octombrie 2017